# Tim Sköld

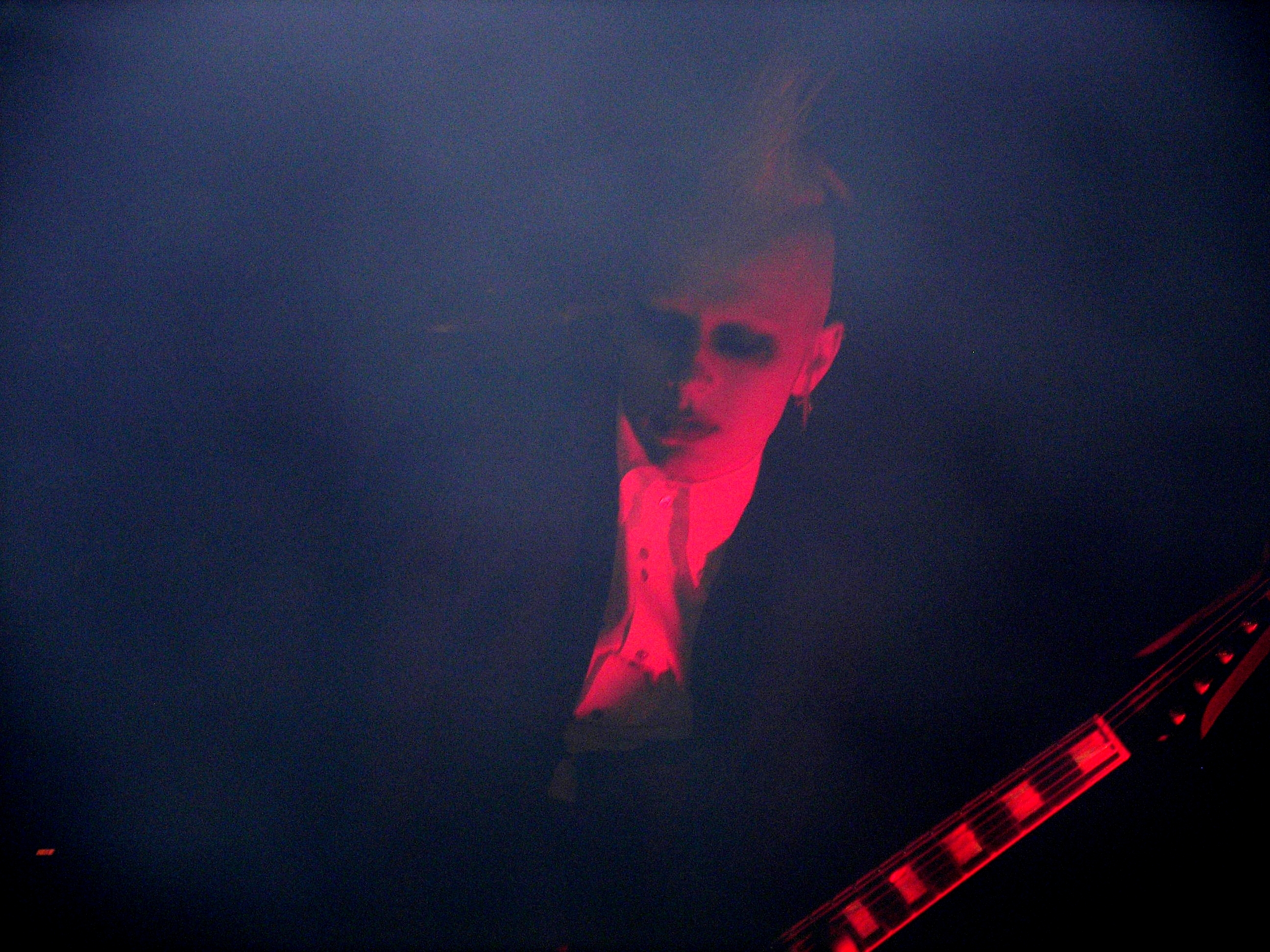
Tim Sköld in 2007

Tim Sköld (Skövde, 14 december 1966) is de Zweedse voormalige gitarist-bassist van de band Marilyn Manson.
Sköld kwam in 2002 officieel bij de band als vervanger voor Jeordie White (Twiggy Ramirez). In 2008 verliet hij de band weer, omdat laatstgenoemde weer terug bij de band kwam. Sköld zorgde, naast bas en gitaar, ook voor het produceren, editen, artwork, drumprogramma's, beats en keyboards.
- Bibsys: 7060563
- International Standard Name Identifier: 0000 0000 5913 1145
- Library of Congress Control Number: no2009064464
- MusicBrainz: 66d8b7c7-8096-4096-b528-04489969e452
- Virtual International Authority File: 86401752
- WorldCat: E39PBJqfMRK3R7XH43jY4JcByd